# 彼得·約克·馮·瓦滕堡

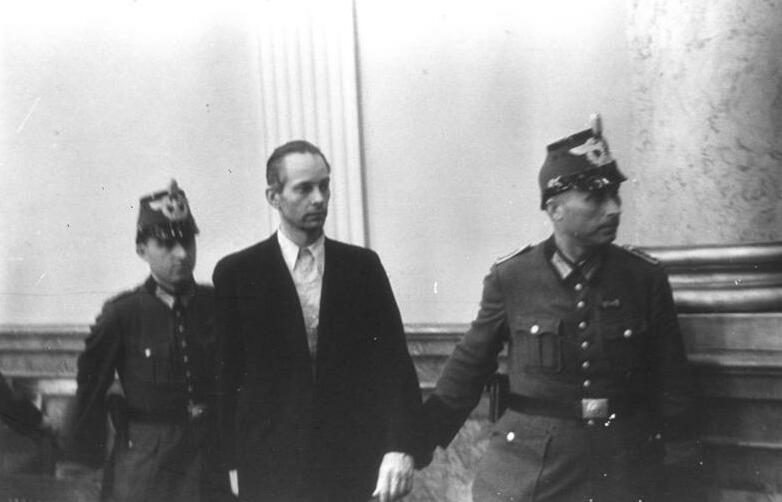
在人民法院的彼得·約克·馮·瓦滕堡

彼得·格拉夫·约克·冯·瓦腾堡（Peter Graf Yorck von Wartenburg，1904年11月13日—1944年8月8日）是一位德国法学家，曾参与反纳粹抵抗组织。1923-1926年间，他曾在波恩和布雷斯劳学习法律和政治，並于1927年在布雷斯劳取得博士学位，後來又于1930年在柏林通过律师公务员考试。
1943年9月，克勞斯·馮·施陶芬貝格开始在柏林加快政变筹备进程，与瓦腾堡加强了联络。在计划中，瓦腾堡将在政变后出任国家总理的国务次长。1944年7月20日夜，政变失败后，瓦腾堡在柏林被捕，並于8月8日被人民法院判处死刑，他于同日在柏林普勒岑湖監獄被处决。